# Bolo de mel
El pastel de miel de caña de Madeira, o simplemente pastel de miel, es un pastel típico de los dulces del archipiélago de Madeira. Como su nombre indica, se prepara con miel de caña de azúcar, cuyos orígenes se remontan a la época dorada de la producción de azúcar en el archipiélago.
El pastel de miel de Madeira se puede conservar durante todo un año y es un manjar tradicional navideño. La tradición dicta que este pastel debe prepararse el 8 de diciembre para que sea bueno para Navidad.
Además de la miel, el pastel también incluye harina, levadura, hinojo, canela, clavo, nueces, almendras, vino de Madeira y naranja, limón y sidra, entre otros posibles ingredientes.

## Historia y tradición
La elaboración de pasteles se inició en los siglos XV al XVI y mejoró en los siglos XVII al XVIII, utilizando sucesivamente especias europeas, especias indias y finalmente refrescos como levadura. Con el tiempo, el pastel comenzó a usar más especias y a ser más ornamentado. Según la tradición que aún perdura en algunas familias, el pastel debe prepararse el 8 de diciembre, día de la Inmaculada Concepción, comenzando los preparativos para la Navidad, en cuyas mesas es una presencia habitual. Debe romperse a mano y puede ir acompañado de licores o vino de Madeira. Se puede conservar de forma natural durante varios meses. También es una tradición romper los últimos pasteles del lote del año anterior en este día.
Tradicionalmente existían dos tipos de torta de miel de caña: la pobre y la rica, esta última se distingue por ser muy rica en frutos secos, especialmente nueces.

## Pastel De Miel De Caña Genuino
Algunas versiones de bizcocho de miel que se venden están adulteradas y no respetan la receta original, ya que no contienen miel de caña sino melazas y jarabes de baja calidad, cacao para oscurecer el bizcocho o conservantes químicos.
Para salvaguardar la autenticidad y protegerse contra la manipulación, la Secretaría Regional de Medio Ambiente y Recursos Naturales creó las marcas “Miel de Cana de Madeira”, “Bolo de Mel de Cana da Madeira” y “Broas de Mel de Cana da Madeira”, así los sellos de autenticación respectivos.

### Recetas De Pastel De Miel
- Pastel de Miel de Madeira con Nueces y Miel de Caña | Fábrica Ribeiro Sêco Archivado el 22 de diciembre de 2015 en Wayback Machine.
- Pastel de miel de Madeira | Estilo de vida SAPO
- Pastel de miel de Madeira | Caramelos regionales
- Pastel de miel de Madeira | Recetas Simples

### Otros
- El etiquetado de la torta de miel de caña de Madeira | Divulgación de información comercial sobre agronegocios Archivado el 22 de diciembre de 2015 en Wayback Machine.

- Datos: Q1107324
- Multimedia: Bolo de mel / Q1107324